# Erin Cressida Wilson
Erin Cressida Wilson (São Francisco, 12 de fevereiro) é uma escritora, professora e roteirista estadunidense. Venceu o Independent Spirit Award por seu trabalho no filme Secretary (2002).
Já trabalhou na Universidade Duke, Universidade Brown e Universidade da Califórnia em Santa Bárbara. Na esfera cinematográfica, roteirizou as obras Fur, Chloe, Call Me Crazy: A Five Film, Men, Women & Children e The Girl on the Train.